# Jayma Mays
Jayma Suzette Mays, född 16 juli 1979 i Bristol, Tennessee är en amerikansk skådespelare.
Mays studerade vid Radford University. Hon har medverkat i flera filmer och TV-serier. Hon gifte sig 2007 med Adam Campbell. De hade båda medverkat i komedin Epic Movie. Jayma spelar även Emma Pillsbury i succeserien Glee och som Charlie i serien Heroes.  Jayma medverkade även i filmen Snuten i varuhuset år 2009 som Amy. Även i Smurfarna 2012. Hon medverkade i tv-serien Ugly Betty säsong 1 och 2 som Henrys flickvän Charlie. Och var gästartist i avsnittet "Pigeon" i tv-serien Pushing Daisies.